# ۹۴ (عدد)
۹۴ (عدد)
۹۴(نود و چهار) یک عدد طبیعی است که بعد از ۹۳ و قبل از ۹۵ قرار دارد.
94=1.94.2.47